# Podajwa-Gletscher
Der Podajwa-Gletscher (bulgarisch ледник Подайва lednik Podajwa) ist ein 4,5 km langer und 3 km breiter Gletscher auf der Pasteur-Halbinsel der Brabant-Insel im Palmer-Archipel westlich der Antarktischen Halbinsel. Er fließt nordöstlich des Dodelen-Gletschers und westlich des Burewestnik-Gletschers von den Nordhängen der Stribog Mountains in nördlicher Richtung und mündet östlich des Kap Roux sowie westlich des Marinka Point ins Meer.
Britische Wissenschaftler kartierten ihn 1980 und 2008. Die bulgarische Kommission für Antarktische Geographische Namen benannte ihn 2015 nach der Ortschaft Podajwa im Nordosten Bulgariens.